# Perdita gerhardi
Perdita gerhardi är en biart som beskrevs av Henry Lorenz Viereck 1904. Perdita gerhardi ingår i släktet Perdita och familjen grävbin. Inga underarter finns listade i Catalogue of Life.